# Girolamo Rainaldi

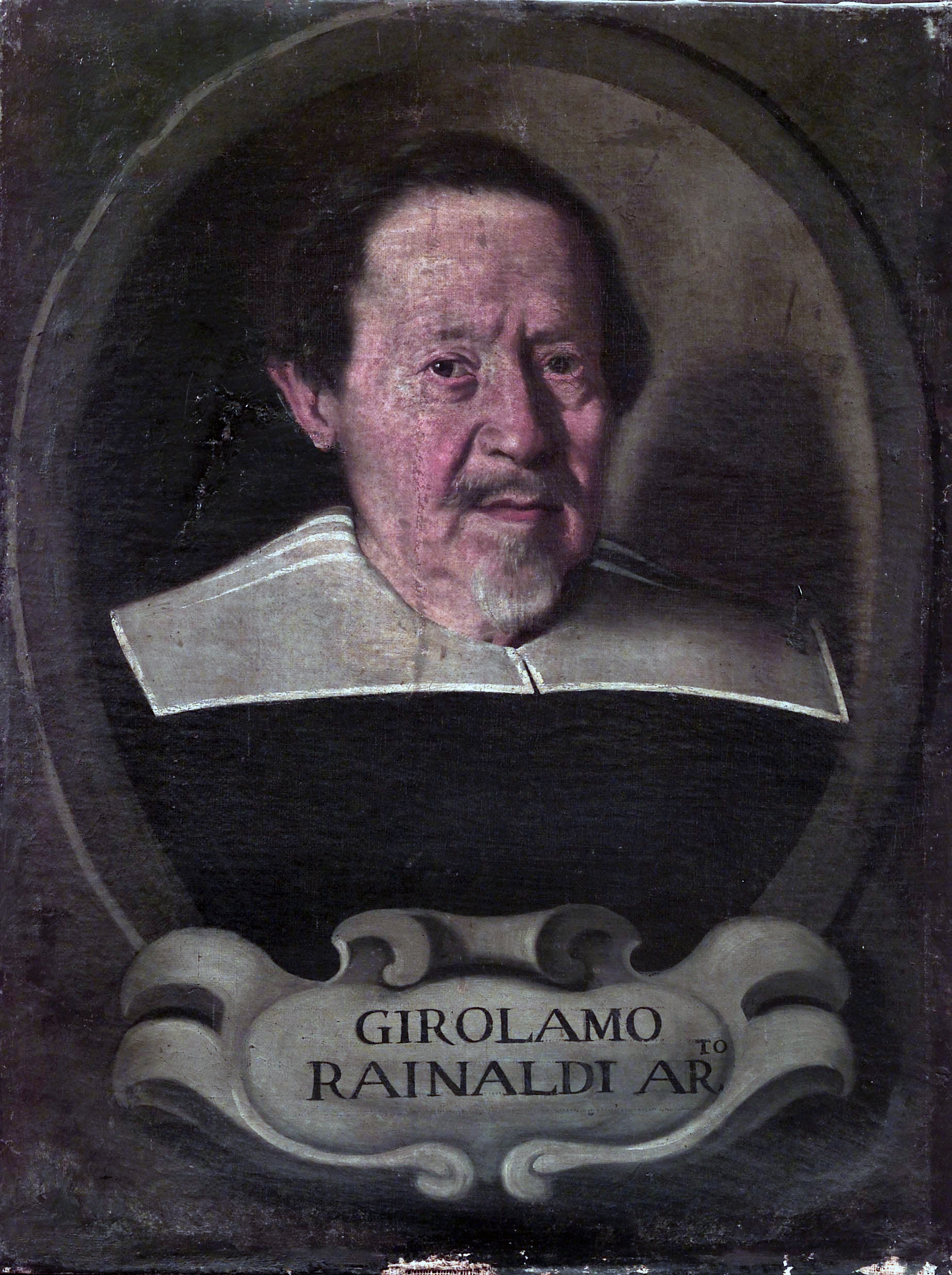
Girolamo Rainaldi, arquitetura renascentista

Girolamo Rainaldi (Roma, 4 de maio de 1570 – 15 de julho de 1655) foi um arquiteto italiano, pai de Carlo Rainaldi. Trabalhou principalmente no estilo maneirista conservador, colaborando frequentemente com arquitetos. Foi um concorrente de Bernini. o Seu filho, Carlo Rainaldi, tornou-se um arquiteto ainda mais notável e mais completo do barroco.Filho de um pintor de Núrsia, Rainaldi nasceu em Roma .
Aprendeu com o arquiteto-engenheiro Domenico Fontana e colaborou como sócio júnior com Giacomo Della Porta a quem sucedeu como arquiteto-chefe do papado, como "officium architecti nobilis fabricae Capitolii Populi Romani". Completou também o Palazzo Albertoni Spinola projetado por Giacomo Della Porta.